# Bra böckers lexikon
Bra böckers lexikon (BBL) is een Zweedse encyclopedie, gepubliceerd tussen 1973 en 1996 door Bokförlaget Bra Böcker, in vier edities van elk 25 volumes. Van deze vier edities werden meer dan 600.000 exemplaren verkocht. De eerste editie werd gepubliceerd tussen 1973 en 1981, de tweede tussen 1974 en 1982, de derde tussen 1983 en 1990 en de vierde tussen 1991 en 1996. Tussen 1995 en 1999 werd er een speciale editie gepubliceerd, de Bra böckers lexikon 2000. Delen van de BBL werden gebruikt in de Zweedse versie van Microsoft Encarta. Totdat de Nationalencyklopedin werd gepubliceerd was deze reeks de standaard-encyclopedie van veel Zweedse bibliotheken. 